# Live '88
Live '88 è un album dal vivo del gruppo musicale britannico Supertramp, pubblicato nel 1988. Il disco contiene due cover: "I'm Your Hoochie Coochie Man" di Willie Dixon e "Don't You Lie To Me (I Get Evil)" di Tampa Red ed ha la particolarità di essere registrato a due tracce.

## Tracce
1. You Started Laughing – 1:47
2. It's Alright – 5:31
3. Not the Moment – 4:40
4. Bloody Well Right – 6:20
5. Breakfast in America – 2:52
6. From Now On – 7:56
7. Free as a Bird – 4:43
8. Oh Darling – 3:45
9. Just Another Nervous Wreck – 4:36
10. The Logical Song – 4:07
11. I'm Your Hoochie Coochie Man – 4:32
12. Don't You Lie to Me (I Get Evil) – 2:48
13. Crime of the Century – 6:42

## Formazione
- Rick Davies – tastiera, voce, armonica
- Mark Hart – tastiera, chitarra, voce
- Dougie Thomson – basso
- John Helliwell – sassofono, cori
- Bob Siebenberg – batteria
- Marty Walsh – chitarra
- Brad Cole – tastiera, sassofono
- Steve Reid – percussioni